# Frederikus Adrianus Rosenveldt
Frederikus Adrianus (Frits) Rosenveldt ('s-Gravenhage, 20 maart 1769 - Amsterdam, 18 november 1847) was een Nederlands acteur.

## Levensloop
Frederikus Adrianus Rosenveldt was een zoon van de kapper Frederikus Hendrikus George Rosenveldt en Hendrika de Meijer. Hij huwde rond 1786 met Elisabeth Guldie (?-1793). Na het overlijden van Elisabeth in 1793 hertrouwde Rosenveldt op 5 juli 1801 met Engelina Engelbertha Wenzel (1768-1851). Uit dit huwelijk kwamen vijf kinderen voort onder wie de acteur Louis Frederik Johannes Rosenveldt (deze had onder andere een relatie met Louisa Bouwmeester). Twee kinderen uit dit huwelijk zijn jong overleden. 
Frits Rosenveldt, die al vrij jong diende als militair, deed daar aan amateurtoneel. Mogelijk heeft dit hem ertoe aangezet om na zijn militaire loopbaan hiermee verder te gaan. In 1786 werd hij aangenomen door Willem van Dinsen en Catharina Kraijesteijn bij hun reizende theatergroep.
Naast zijn theateroptredens schreef Rosenveldt ook twee oorspronkelijke toneelwerken en vertaalde hij vijf stukken uit het Frans. Zijn blijspel "Ja of Neen" waarin hij zelf de hoofdpersoon vertolkte ging op 15 april 1809 in première. Het blijspel "De gewaande duivel" volgde in 1812. 
Rosenveldt onderbrak zijn toneelcarrière om op 8 februari 1794 dienst te gaan doen als kwartiermeester bij het regiment Rode Huzaren in het Staatse leger omdat de Republiek der Verenigde Nederlanden bedreigd werd door het Franse revolutionaire leger. In 1795 keerde Rosenveldt terug naar het toneel, maar sloot zich niet meer aan bij de groep van Dinsen maar bij het gezelschap van Ward Bingley een vriend van een ex-collega van Rosenveldt die in de Rotterdamse Schouwburg en Haagse Schouwburg speelde waar ook actrice Engelberta Wenzel deel van uitmaakte (zijn latere vrouw).
In 1813 was de prinsgezinde Rosenveldt onderwerp van een grote rel. Daags na de Slag bij Leipzig, die het einde van het regime van Napoleon Bonaparte leek in te leiden, verscheen hij op het toneel van de Rotterdamse Schouwburg getooid met een hoed met oranje lint. Hij hield een korte toespraak die eindigde met de woorden "Vivat Oranje!" Die nacht werd hij door de Franse politie gearresteerd en later in gevangenschap naar Frankrijk afgevoerd. Pas in mei 1814 zou hij weer in Rotterdam terugkeren, waar hij als een held werd ontvangen.
Aan de samenwerking met Bingley kwam in 1814 een einde toen Rosenveldt zich aan de Amsterdamsche Stadsschouwburg  verbond, die bespeeld werd door het gezelschap van de acteurs Andries Snoek, Theo Majofski en Johanna Cornelia Wattier. Hier stond hij tot aan zijn dood op de planken waar hij met veel succes onder andere de komische vertolking van de spion "Vosmeer" speelde in Gijsbrecht van Aemstel van Joost van den Vondel en daar ook de gierigaard "Vegezak" vertolkte in het stuk "De Vrek van Molière", een blijspelbewerking door Heinrich Zschokke. 
Rosenveldt overleed na een kort ziekbed op 78-jarige leeftijd. Hij werd begraven in de Oude Lutherse Kerk aan het Spui.

## Trivia
- Frederikus Adrianus Rosenveldt is de stamvader van het Nederlandse toneelspelersgeslacht de Bouwmeesters, onder wie Frits Bouwmeester, Louis Bouwmeester en Theo Mann-Bouwmeester.
- In de Rotterdamse wijk Bospolder/Tussendijken is een straat naar hem vernoemd.